# مارسيلا باز
مارسيلا باز (Marcela Paz)  هو الاسم المستعار لإستر هونيوس سالاس دي كلارو Ester Huneeus Salas de Claro، وهي كاتبة من دولة تشيلي . كما أنها استخدمت أسماء أخرى للكتابة مثل باولا دي لا سييرا Paula de la Sierra، لوكيم ريتسيLukim Retse 
و نيكا P. Neka  وخوانيتا غودويJuanita Godoy.ولدت في تشيلي يوم 28 فبراير 1902 و توفيت في 12 يونيو1985. 

## السيرة الذاتية
ولدت مارسيلا باز في سانتياغو في شيلي في 28 فبراير 1902.
ولدت في أسرة رغيدة، وكانت البنت التانية لثمانية أخوة ؛والدها فرانسيسكو هونيوس غانا Francisco Huneeus Gana و والدتها ماريا تيريزا سالاس سوبيركاسيوكس María Teresa Salas Subercaseaux.
منذ صغرها وجدت ملجأ في العزلة والخيال، ولا سيما بعد وفاة أنيتا Anita شقيقتها الأكبر سنا، عندما كان استر عمرها 11 سنة. إضافة إلى ذلك غياب الأصدقاء من نفس سنها.
لم تذهب إستر أبدا إلى مدرسة رسمية ولكن بدلا من ذلك ترك تعليمها للمربيات. في عام 1929 سافرت إلى فرنسا، حيث درست خلال بضعة أشهر دورات في الفنون البصرية.

## بدايتها الأدبية
عند عودتها إلى تشيلي، بدأت بشكل بطيئ أعمالها الأدبية، وعملها مع المنحوتات، وعملها الاجتماعي المعروف قليلا. كان مشاركاتها خجولة في الأدب من خلال مجلات مثل ليكتورا Lectura،و إل بينيكا El Peneca،و إكران Ecran،و زيغ زاغ Zig-Zag،و إيفاEva و مارغريتا Margarita، وكذلك في الصحف مثل لا ناسيون La Nación،و إل دياريو إلوسترادو El Diario Ilustrado،و الزئبق El Mercurio والثالثLa Tercera.... إستر هونيوس قد بدأت في النشر تحت اسم مستعار هو مارسيلا باز Marcela Paz، التي أطلقت شهرتها. وسابقا كانت قد نشرت مع بأسماء مستعارة أخرى مثل باولا دي لا سييرا Paula de la Sierra، لوكيم ريتسي Lukim Retse،و نيكا P. Neka وخوانيتا غودوي Juanita Godoy..
في عام 1933 نشرت استر أول رواية لها (Tiempo, papel y lápiz ) و التي لاقت على استحسان جيد من النقاد.
في العام نفسه، تتناقض مع فكرتها بعدم الزواج، لتتزوج خوسيه لويس كلارو José Luis Claro.

## أعمالها
في عام 1947 مارسيلا باز نشرت الكتاب الأول مع شخصيته الأكثر شهرة، بابيلوشو. أصبح بابيلوشو رفيقا وإلهام لأجيال من الأطفال وربما واحدة من الشخصيات الأكثر شهرة في القرن العشرين في تشيلي. وفي الفترة ما بين 1964 و 1967، أوعزت إلى الرابطة الدولية للشباب، وهي الفرع التشيلي من المجلس العالمي المعني بالكتب للشباب.
في عام 1968 حصلت على شهادة(دبلوم) الشرف هانز كريستيان أندرسن. في عام 1979 حصلت على الميدالية الذهبية من معهد دي بروفيدنسيا الثقافي. في عام 1982، حصلت على الجائزة الوطنية للأدب في تشيلي.
| السنة   | العمل                                      |
| ------- | ------------------------------------------ |
| 1933.   | Tiempo, papel y lápiz                      |
| 1935.   | Soy colorina,                              |
| 1947.   | Papelucho,                                 |
| 1950.   | La vuelta de Sebastián                     |
| , 1951. | Papelucho casi huérfano,                   |
| 1954.   | Caramelos de luz,                          |
| 1955.   | Papelucho historiador,                     |
| 1956.   | Papelucho detective,                       |
| 1958.   | A pesar de mi tía,                         |
| 1958.   | Papelucho en la clínica,                   |
| 1962.   | Papelucho perdido,                         |
| 1965.   | Papelucho, mi hermana Ji,                  |
| 1966.   | Papelucho misionero,                       |
| 1968.   | Diario secreto de Papelucho y el marciano, |
| 1971.   | Papelucho, mi hermano Hippie,              |
| 1971.   | Papelucho en vacaciones,                   |
| 1974.   | Cuentos para cantar,                       |
| 1974.   | Muselina Pérez Soto,                       |
| 1974.   | Papelucho: soy dix leso,                   |
| 1978.   | Perico trepa por Chile,                    |
| 1980.   | Los Pecosos,                               |
| 1981.   | El soldadito rojo,                         |
| 1981.   | Los secretos de catita.                    |

## وفاتها
توفيت مارسيلا باز في سن 83 في 12 يونيو 1985 في سانتياغو، تشيلي.
في عام 1986 تم إنشاء جائزة مارسيلا باز، التي نظمتها Editorial Universitaria.

## احتفاء محرك قوقل بها
- في 29 فبراير 2012 ، جوجل تشيلي تكرم مارسيلا باز[8] في عيد ميلادها (ال110) .[9]